# Верховный совет ДПШУ
Верховный совет ДПШУ (ВС) — масонская территориальная организация дополнительных степеней — орган управления в Древнем и принятом шотландском уставе. Верховный совет управляет степенями с 4 по 33, которые сгруппированы в несколько структур. Система подчинения в верховном совете — орденская, управляет всеми подчинёнными структурами великий командор, он же единолично решает многие вопросы, связанные с работой верховного совета и подчинённых структур.

## Учреждение верховного совета
Верховные советы учреждаются не в том же порядке что и великие ложи. Для учреждения верховного совета достаточно одного обладателя 33° имеющего патент, который даёт ему право произвести посвящение рукоположением (по коммуникации) мастеров-масонов во все градусы ДПШУ (до 33°), минуя ритуалы посвящения в каждый градус. Таким образом, сначала, создаётся национальный (для каждой страны) верховный совет, который должен состоять не менее чем из 9 членов обладателей 33°. Затем члены верховного совета учреждают все организационные структуры для проведения работ во всех градусах с 4 по 33.

## Управление верховным советом
Высшее звание в верховном совете — великий державный генеральный инспектор 33°. Звание присваивается единогласно членами верховного совета. Те, кто получает эту степень, по сути, присоединяются в качестве почётного члена совета, а затем уже их выбирают, как активного члена верховного совета.
Степень присуждается членам устава, которые заслуживают особого признания за свою работу в рамках масонской организации, а не в общественной жизни. Степень также не может быть присвоена по запросу. При посвящении должно быть указано, что носитель степени именуется как «генеральный почётный инспектор».
Среди обладателей 33 степени можно упомянуть некоторые имена, которые стали особенно известны, это: Джузеппе Гарибальди, Франческо Криспи, Джозуэ Кардуччи, Симон Боливар, реформатор ДПШУ — Альберт Пайк, президент США — Гарри Трумэн, историк масонства Микеле Морамарко.

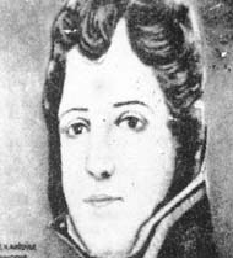
Александр де Грасс
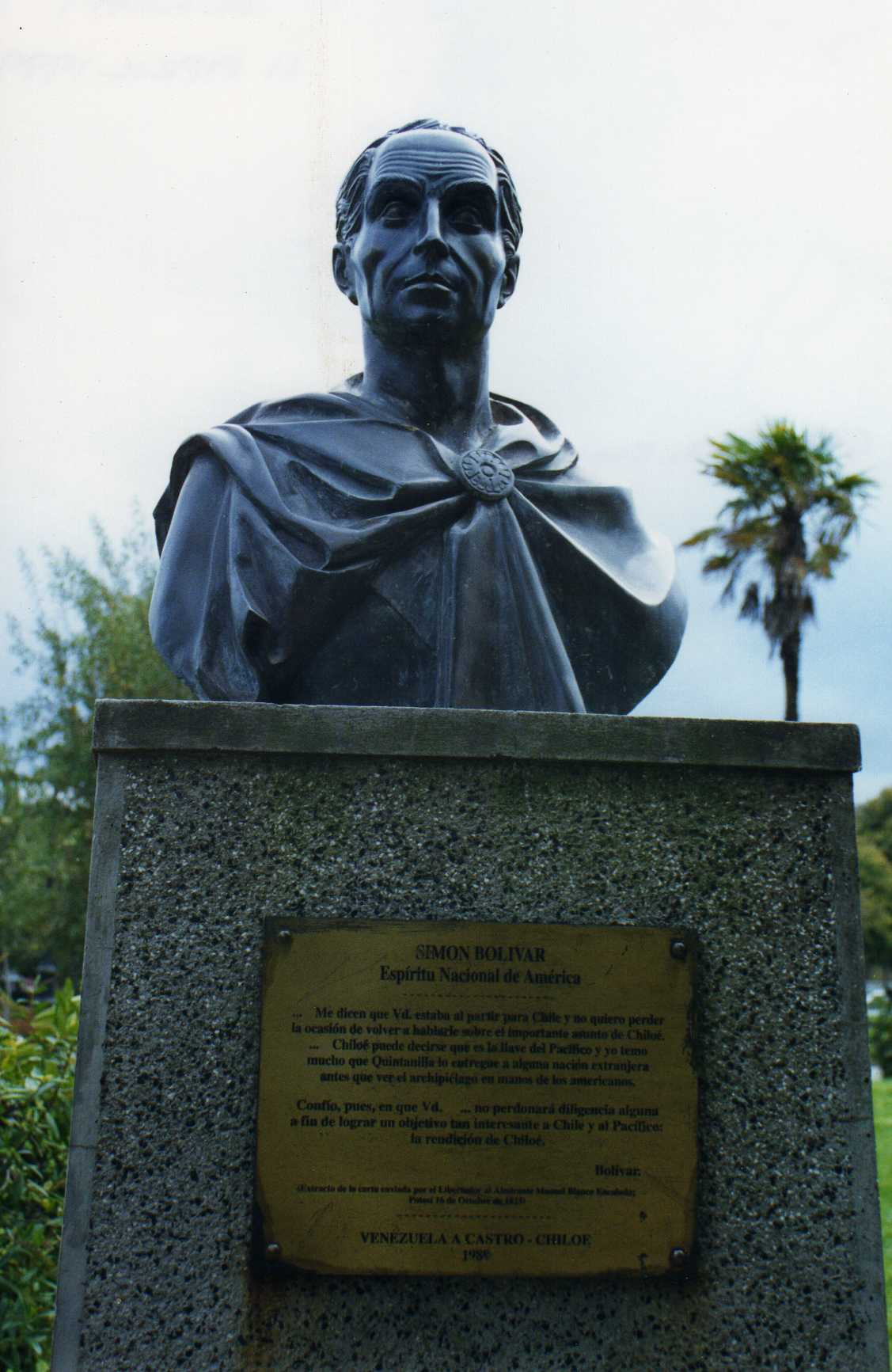
Симон Боливар
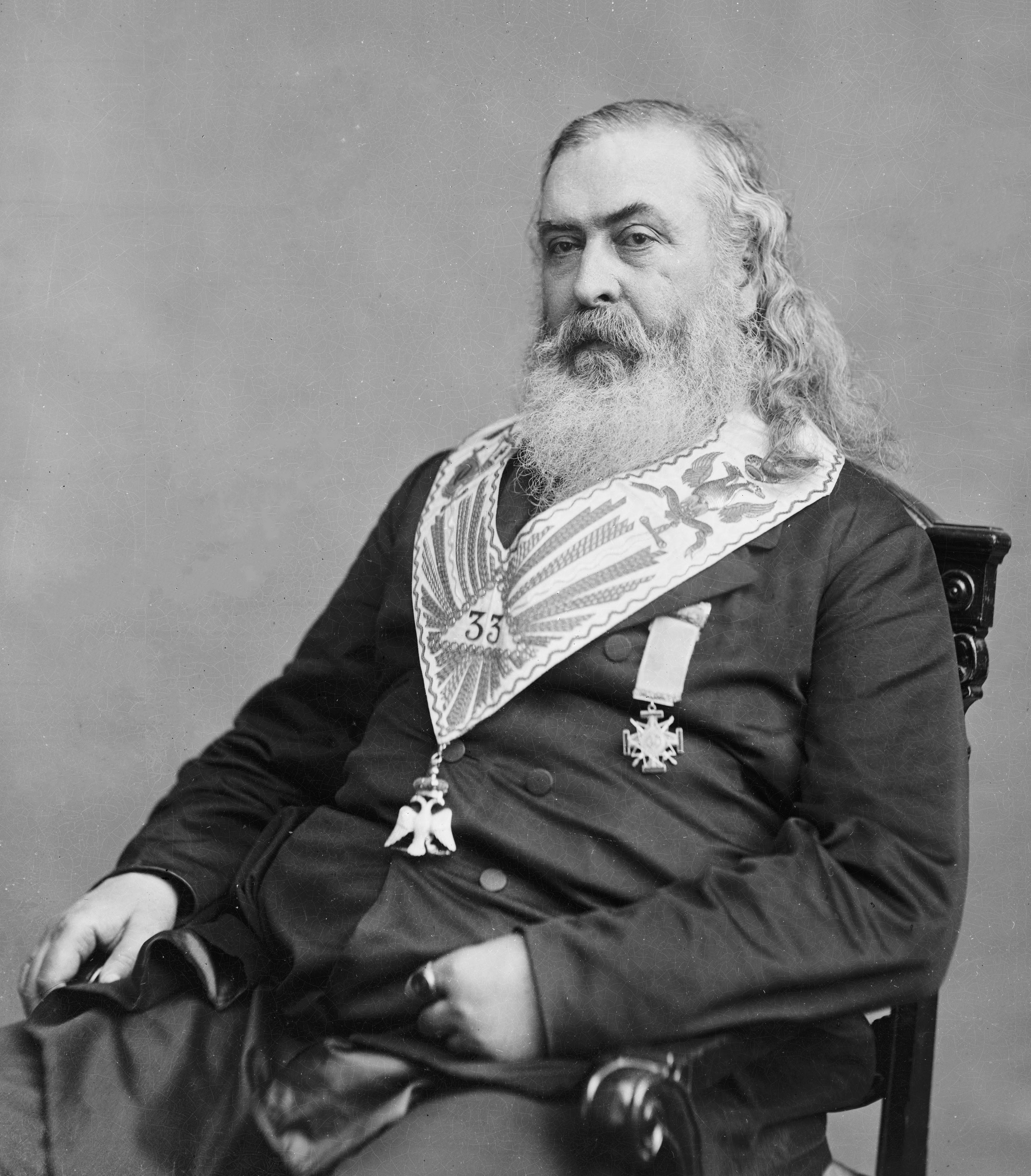
Альберт Пайк
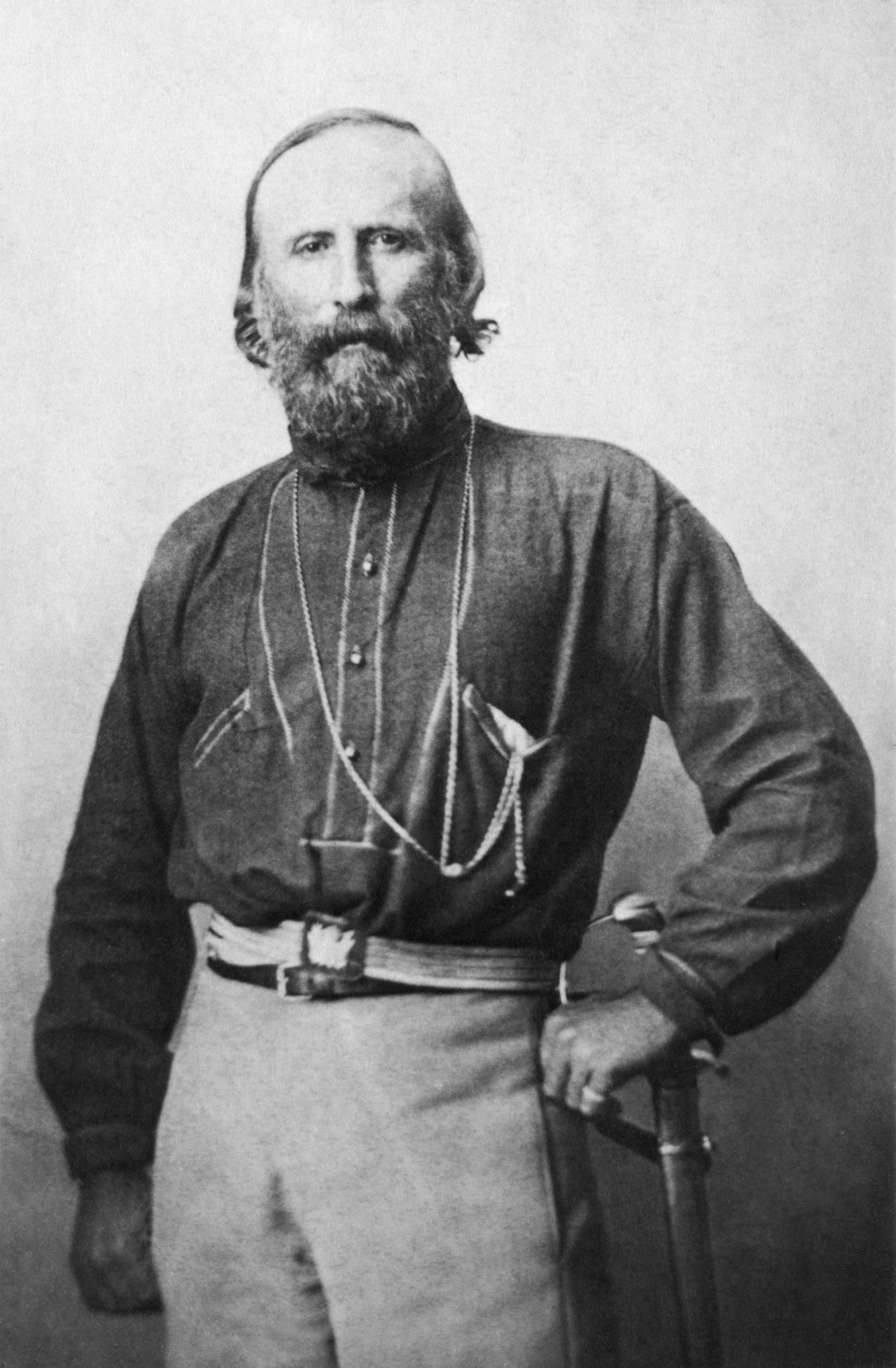
Джузеппе Гарибальди
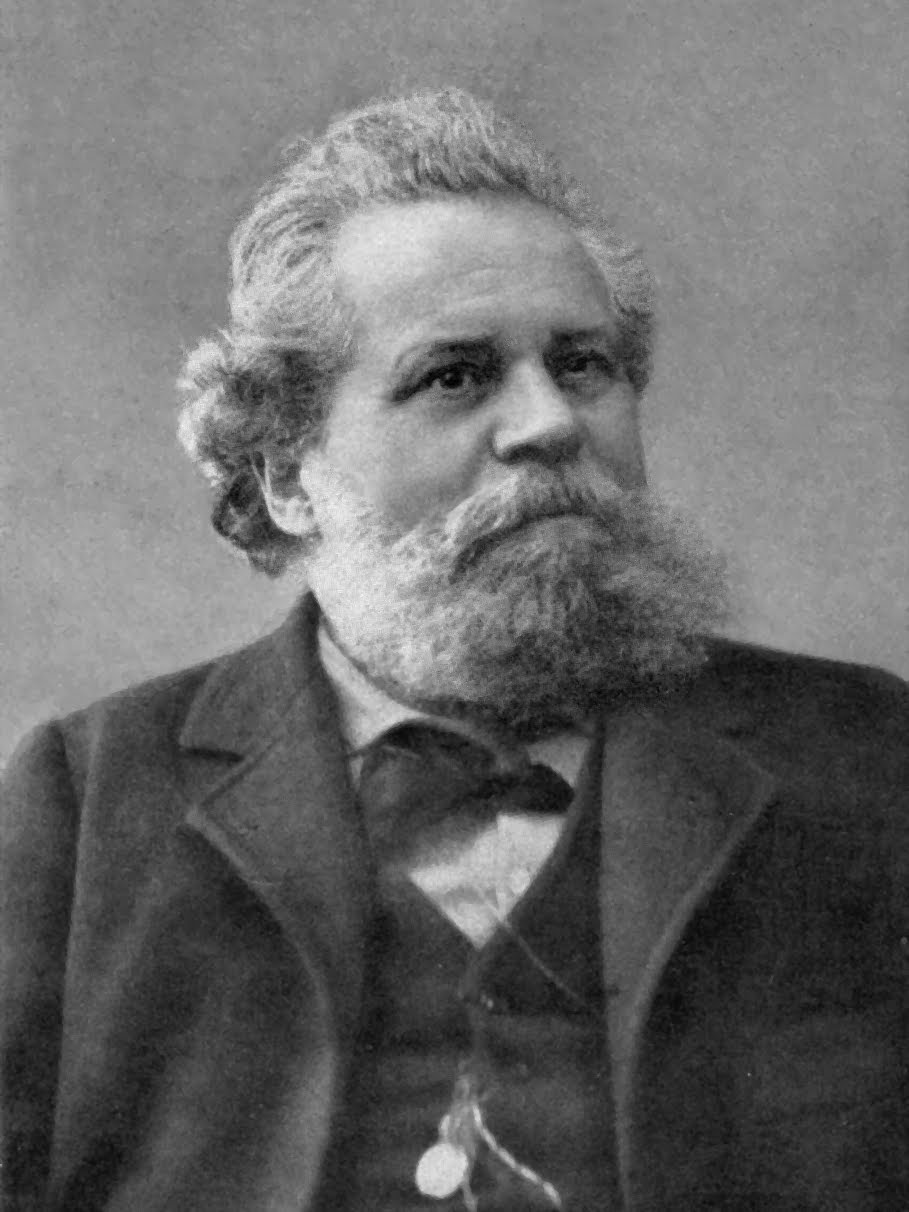
Джозуэ Кардуччи
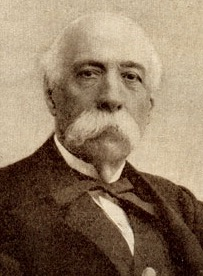
Франческо Криспи
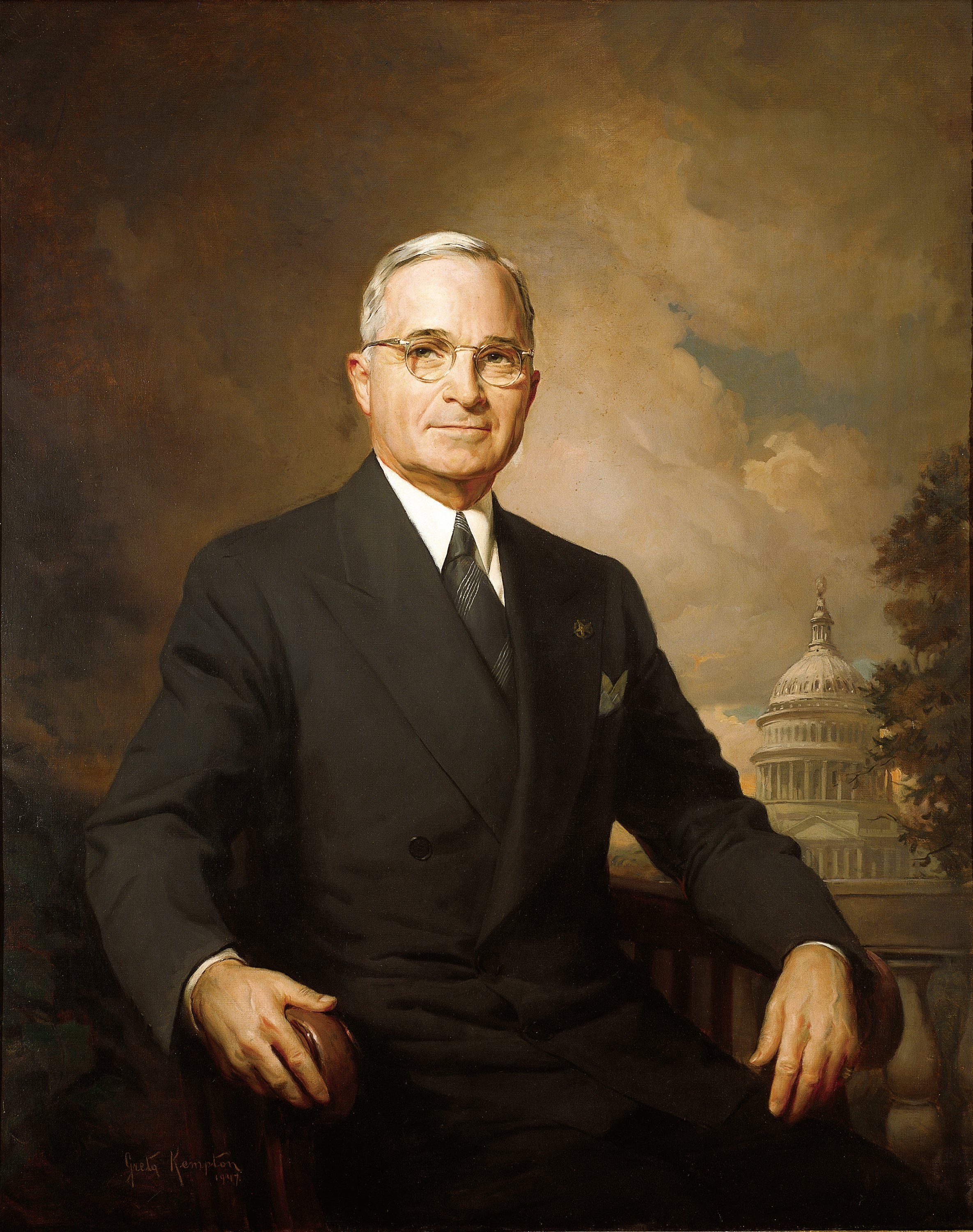
Гарри Трумэн
Мэнли Палмер Холл

## Организационные структуры подчинённые верховному совету
Структуры организованы таким образом, чтобы в каждой из них постигались определённые уроки и осваивались определённые знания. В некоторых верховных советах градусы могут быть сгруппированы по своему, так может не быть ложи совершенствования и градусы с 4 по 14 могут быть подчинены капитулу. Консистория 31 и 32 градусов может отсутствовать, а сами градусы могут являться частью верховного совета.
- Ложа совершенствования (4°—14°)
- Капитул (15°—18°)
- Ареопаг (19°—30°)
- Трибунал (31°)
- Консистория (32°)
- Верховный совет (33°)

## Градусы устава и структуры
| № градуса | Название                                                                  | Южная юрисдикция, Франция                                                         | Бельгия                                                                           | Англия                                                                            | Северная юрисдикция                                                               |
| --------- | ------------------------------------------------------------------------- | --------------------------------------------------------------------------------- | --------------------------------------------------------------------------------- | --------------------------------------------------------------------------------- | --------------------------------------------------------------------------------- |
| 1°        | Ученик                                                                    | Символическая ложа (в некоторых странах эти степени практикуются в другом уставе) | Символическая ложа (в некоторых странах эти степени практикуются в другом уставе) | Символическая ложа (в некоторых странах эти степени практикуются в другом уставе) | Символическая ложа (в некоторых странах эти степени практикуются в другом уставе) |
| 2°        | Подмастерье                                                               | Символическая ложа (в некоторых странах эти степени практикуются в другом уставе) | Символическая ложа (в некоторых странах эти степени практикуются в другом уставе) | Символическая ложа (в некоторых странах эти степени практикуются в другом уставе) | Символическая ложа (в некоторых странах эти степени практикуются в другом уставе) |
| 3°        | Мастер                                                                    | Символическая ложа (в некоторых странах эти степени практикуются в другом уставе) | Символическая ложа (в некоторых странах эти степени практикуются в другом уставе) | Символическая ложа (в некоторых странах эти степени практикуются в другом уставе) | Символическая ложа (в некоторых странах эти степени практикуются в другом уставе) |
| 4°        | Тайный мастер                                                             | Ложа совершенствования                                                            | Капитул                                                                           | Капитул                                                                           | Ложа совершенствования                                                            |
| 5°        | Совершенный мастер                                                        | Ложа совершенствования                                                            | Капитул                                                                           | Капитул                                                                           | Ложа совершенствования                                                            |
| 6°        | Ближний (тайный) секретарь                                                | Ложа совершенствования                                                            | Капитул                                                                           | Капитул                                                                           | Ложа совершенствования                                                            |
| 7°        | Надзиратель и судья                                                       | Ложа совершенствования                                                            | Капитул                                                                           | Капитул                                                                           | Ложа совершенствования                                                            |
| 8°        | Надзиратель за строительством                                             | Ложа совершенствования                                                            | Капитул                                                                           | Капитул                                                                           | Ложа совершенствования                                                            |
| 9°        | Мастер избранник девяти                                                   | Ложа совершенствования                                                            | Капитул                                                                           | Капитул                                                                           | Ложа совершенствования                                                            |
| 10°       | Славный мастер (рыцарь) — избранник пятнадцати                            | Ложа совершенствования                                                            | Капитул                                                                           | Капитул                                                                           | Ложа совершенствования                                                            |
| 11°       | Великий рыцарь-избранник                                                  | Ложа совершенствования                                                            | Капитул                                                                           | Капитул                                                                           | Ложа совершенствования                                                            |
| 12°       | Великий мастер архитектор                                                 | Ложа совершенствования                                                            | Капитул                                                                           | Капитул                                                                           | Ложа совершенствования                                                            |
| 13°       | Рыцарь царственного свода Еноха                                           | Ложа совершенствования                                                            | Капитул                                                                           | Капитул                                                                           | Ложа совершенствования                                                            |
| 14°       | Верховный избранный и совершенный вольный каменщик, или великий избранник | Ложа совершенствования                                                            | Капитул                                                                           | Капитул                                                                           | Ложа совершенствования                                                            |
| 15°       | Рыцарь востока или меча                                                   | Капитул                                                                           | Капитул                                                                           | Капитул                                                                           | Совет                                                                             |
| 16°       | Князь иерусалимский                                                       | Капитул                                                                           | Капитул                                                                           | Капитул                                                                           | Совет                                                                             |
| 17°       | Рыцарь востока и запада                                                   | Капитул                                                                           | Капитул                                                                           | Капитул                                                                           | Капитул                                                                           |
| 18°       | Рыцарь розы и креста                                                      | Капитул                                                                           | Капитул                                                                           | Капитул                                                                           | Капитул                                                                           |
| 19°       | Великий понтифик небесного Иерусалима                                     | Ареопаг или Совет                                                                 | Ареопаг                                                                           | Верховный совет                                                                   | Консистория                                                                       |
| 20°       | Мастер символической ложи, или мастер Ad Vitam (пожизненно)               | Ареопаг или Совет                                                                 | Ареопаг                                                                           | Верховный совет                                                                   | Консистория                                                                       |
| 21°       | Великий ноевский патриарх или прусский рыцарь                             | Ареопаг или Совет                                                                 | Ареопаг                                                                           | Верховный совет                                                                   | Консистория                                                                       |
| 22°       | Рыцарь королевского топора (царственной секиры), или князь ливанский      | Ареопаг или Совет                                                                 | Ареопаг                                                                           | Верховный совет                                                                   | Консистория                                                                       |
| 23°       | Рыцарь скинии                                                             | Ареопаг или Совет                                                                 | Ареопаг                                                                           | Верховный совет                                                                   | Консистория                                                                       |
| 24°       | Князь скинии                                                              | Ареопаг или Совет                                                                 | Ареопаг                                                                           | Верховный совет                                                                   | Консистория                                                                       |
| 25°       | Рыцарь медного змея                                                       | Ареопаг или Совет                                                                 | Ареопаг                                                                           | Верховный совет                                                                   | Консистория                                                                       |
| 26°       | Князь милосердия                                                          | Ареопаг или Совет                                                                 | Ареопаг                                                                           | Верховный совет                                                                   | Консистория                                                                       |
| 27°       | Рыцарь-командор храма                                                     | Ареопаг или Совет                                                                 | Ареопаг                                                                           | Верховный совет                                                                   | Консистория                                                                       |
| 28°       | Рыцарь солнца                                                             | Ареопаг или Совет                                                                 | Ареопаг                                                                           | Верховный совет                                                                   | Консистория                                                                       |
| 29°       | Великий рыцарь Святого Андрея                                             | Ареопаг или Совет                                                                 | Ареопаг                                                                           | Верховный совет                                                                   | Консистория                                                                       |
| 30°       | Рыцарь кадош, или рыцарь чёрно-белого орла                                | Ареопаг или Совет                                                                 | Ареопаг                                                                           | Верховный совет                                                                   | Консистория                                                                       |
| 31°       | Великий инспектор инквизитор                                              | Консистория                                                                       | Консистория                                                                       | Верховный совет                                                                   | Консистория                                                                       |
| 32°       | Верховный князь царственной тайны                                         | Консистория                                                                       | Консистория                                                                       | Верховный совет                                                                   | Консистория                                                                       |
| 33°       | Великий державный генеральный инспектор                                   | Верховный совет                                                                   | Верховный совет                                                                   | Верховный совет                                                                   | Верховный совет                                                                   |

## Девизы верховного совета
- Ordo ab chao — Порядок из хаоса
- Deus meumque jus — Бог и моё право

## Известные верховные советы
- Верховный совет Древнего и принятого шотландского устава южной юрисдикции США (широко известный как Материнский верховный совет) (1801) — первый масонский верховный совет шотландского устава.
- Верховный совет Франции (1804 год), связан с Великой ложей Франции.
- Великая коллегия шотландского устава (1815), связан с Великим востоком Франции.